# Amanda O
Az Amanda O 2008-as argentin telenovella, amelyet Ignacio Lecouna rendezett. A főszerepekben Natalia Oreiro, Luciano Castro, Valeria Lorca, Julieta Zylberberg és Francisco Napoli láthatók.
Argentínában először a Novebox.com-on volt látható, majd 2008. április 30-án mutatta be a América 2. Magyarországon 2010. július 24-én mutatta be a Zone Romantica.
A sorozat volt az első, amit először online lehetett nézni Argentínában.
Heti rendszerességben 550 ezer követték Argentínában a sorozatot.

## Cselekmény
Amanda O sikeres színésznő, kifejezetten nárcisztikus, hiú és kultikus képmással, valamint Dante, a plasztikasebész szerelme.

## Szereplők
| Szereplő     | Színész            | Magyar hang           |
| ------------ | ------------------ | --------------------- |
| Amanda O     | Natalia Oreiro     | Kiss Virág            |
| Dante        | Luciano Castro     | Kálid Artúr           |
| áll Amanda O | Valeria Lorca      | Major Melinda         |
| Freddy       | Francisco Nápoli   | Várday Zoltán         |
| Charly       | Mauricio Dauyb     | Háda János            |
| Ines         | Julieta Zylberberg | Kökényessy Ági        |
| Demo         | Benjamin Amadeo    | Gubányi György István |
| Net          | Esteban Coletti    | Markovics Tamás       |

## Évados áttekintés
| Évad | Évad | Epizód | Eredeti sugárzás  | Eredeti sugárzás   | Magyar sugárzás  | Magyar sugárzás |
| Évad | Évad | Epizód | Évadpremier       | Évadfinálé         | Évadpremier      | Évadfinálé      |
| ---- | ---- | ------ | ----------------- | ------------------ | ---------------- | --------------- |
|      | 1    | 120    | 2008. április 30. | 2008. december 24. | 2010. július 24. | 2010            |